# Isosaari (ö i Finland, Päijänne-Tavastland, Lahtis, lat 61,23, long 26,16)
Isosaari är en ö i Finland. Den ligger i sjön Konnivesi och i kommunen Heinola i den ekonomiska regionen  Lahtis ekonomiska region  och landskapet Päijänne-Tavastland, i den södra delen av landet, 130 km nordost om huvudstaden Helsingfors. Öns area är 1,32 kvadratkilometer och dess största längd är 1,8 kilometer i nord-sydlig riktning.